# Експлозія

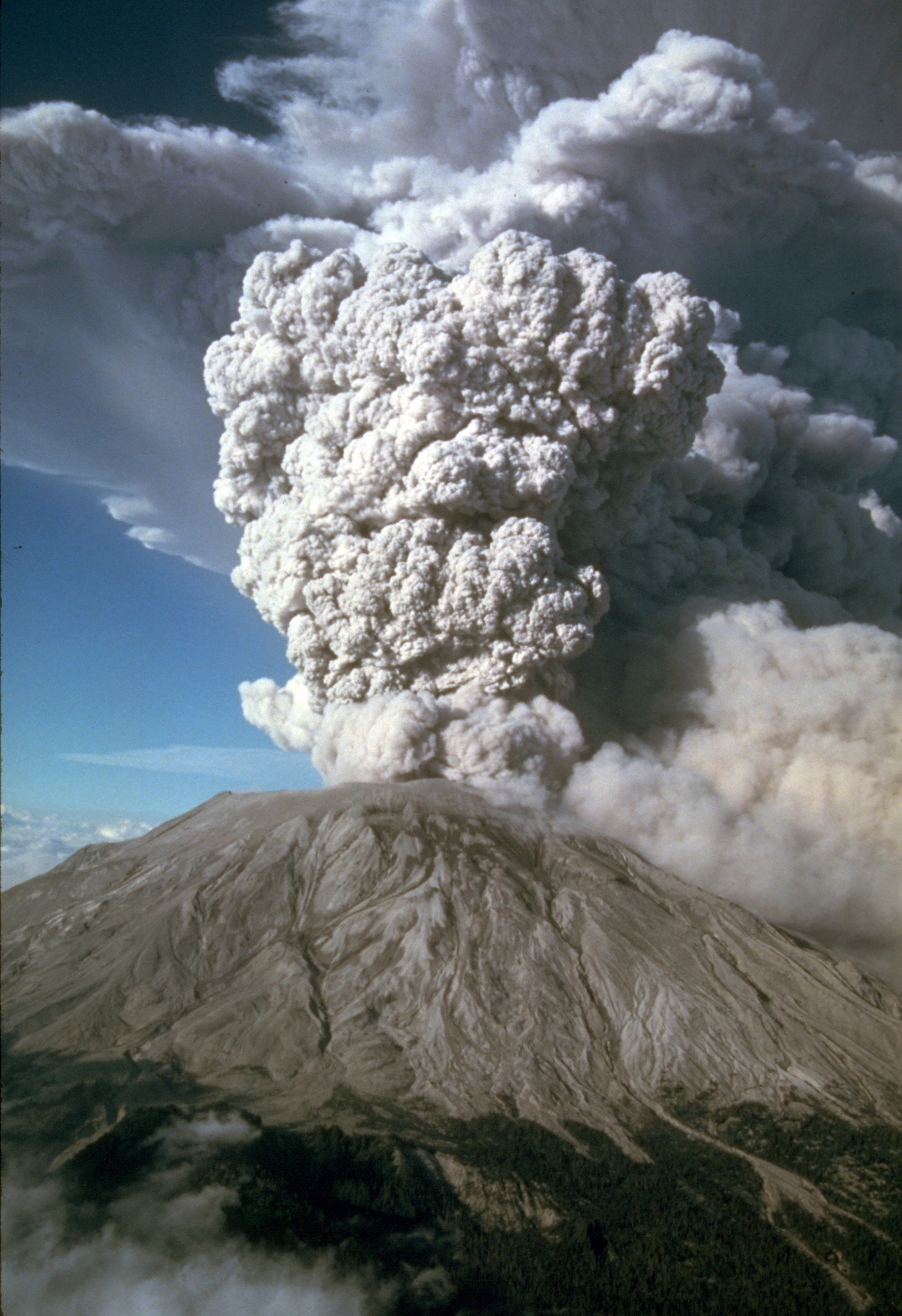
Експлозія вулкану Сент-Хеленс 22 липня 1980 року

Експлозія або вибухове виверження — тип вулканічного виверження, що характеризується активною вибуховою течією. Час, хоча і не місце, цих виверженнь найважче за все передбачити, а їх руйнівна сила зазвичай величезна. Через це експлозійні виверження часто приводять до значних жертв, близько 250 тис. людей за останні 400 років.
Експлозійні виверження відбуваться в результаті поступового збільшення тиску газів під отвором та катастрофічного вивільнення. Часто незадовго до цього виникають попереджаючі ознаки. Так, магма, що піднімається знизу, може наштовхнутися на ґрунтові води, що приводить до парових вибухів, які можуть досягати поверхні. Також купол або пробка із загустілої лави може розтріскатися або почати розширюватися. Проте із вивільненням газів магма починає поступати до вулкану катастрофічними темпами, що приводить до вибуху. При цьому вибуху може вивільнятися близько 100 тис. магми за секунду, досягаючи швидкості кількох сотень метрів в секунду. Над вулканом утворюється велика хмара з фрагментів поверхневих порід, затверділої та свіжої магми, пару та газів.
В деяких випадках вибух може бути спрямований убік, як це відбулося з горою Сент-Хеленс в 1980 році, або вертикально уверх. За цією ознакою експлозійні виверження зазвичай поділяються на вертикальні та горизонтатьні.
У випадку вертикального виверження хмара вулканічних матеріалів піднімається на висоту від 20 до 30 км. Найбільші висоти зазвичай досягаються не за рахунок інерції матеріалів під час вибуху, а за рахунок підйомної сили гарячих газів при тривалому виверженні. Матеріали хмари падають на землю на великій площі навколо вулкану та мають назву тефри. Вони істотно відрізняються розміром частинок, і залежно від цього розповсюджуються на різну відстань. Найдрібніші частинки називаються вулканічним попелом та розповсюджуються на найбільшу відстань. Коли виверення уповільнюється або розповсюджується на більшу площу, хоча не обов'язково припиняється, хмара досить швидко обрушується.
Подібні хмари, що утворюються на біля поверхні землі, називаються пірокластичними потоками та являють собою потік попілу, газів та дрібних частинок, що рухаються зі швидкістю понад 200 км/год та температуру понад 100 °C. Потік не слідує поверхні землі, а може легко перестрибувати низовинні ділянки. Найшільніші (базові) потоки найщільніші та найгарячіші, їх температура зазвичай перевищує 400 °C, вони рухаються переважно з гори униз. протягом виверження може утворюватися багато подібних потоків, що проходять один з одним.
Горизонтальні виверження виникають в результаті обрушення колони виверження, зсуву або закупорювання вертикального отвору. Часто це відбувається у випадку найгустішою магми. Такі виверження руйнівні лише в одному напрямку.